# Cercozoa
A Cercozoa (más néven Filosa) egysejtű eukarióták diverz törzse. Mikroszkopikus szinten nincs közös morfológiai jellemzőjük, filogenetikájuk rRNS-, aktin- vagy poliubikvitin-alapú. Ez volt az első főleg molekuláris filogenetika alapján felfedezett fő eukariótacsoport. Számos baktériumfaj predátorai. Az összetett héjú amőboidokkal rendelkező Retaria közeli rokonai, velük együtt alkotják a Rhizariát.

## Jellemzők
A legtöbb fonalas állábakkal táplálkozó amőboid és ostoros ide tartozik. Ezek korlátozódhatnak a sejtfelszín részére, de számos protozoonnal szemben nincs valódi sejtszáj. Számos formájuk lehet, és nehezen meghatározhatók szerkezeti alapon, de filogenetikai alapon együvé tartoznak.

## Diverzitás
Sejtvázuk mozgáskori viselkedése alapján vannak fonalas és hálós tagok:
- Fonalasak: az állábak filopódiumok. Például:
  - Euglyphida: kovás pikkelyekből vagy lemezekből álló, talajban, tápanyaggazdag vízben és vízinövényen gyakori amőbák.
  - Gromia, héjas amőba.
  - Tectofilosida: fonalas amőbák szerves héjjal.
  - Cercomonada: gyakori talajlakó élőlények amőba- és ostoros szakasszal.
- Hálósak: állábaik hálót alkotnak. Például:
  - Chlorarachniophyta: 4 membrános kloroplasztiszuk van, benne nukleomorffal. Így a sejtalkotók endoszimbionta eredetének vizsgálatában fontosak.

További ökológiai csoportok:
- Granofilosea: hagyományosan napállatkáknak tekintett csoportokból áll (például Heliomonadida, Desmothoracida és Gymnosphaerida).[10]
- Phaeodaria: korábban sugárállatkáknak tekintett tengeri protozoonok.[11]

## Ökológia
Erősen diverz morfológiájuk és fiziológiájuk mellett a Cercozoa ökológiai diverzitása is jelentős. A talaj, a tengerek és az édesvíz leggyakoribb és ökológiailag legjelentősebb protozoonjait tartalmazzák.
Talajlakó tagjai a mérsékelt égövi talajokban élő szabadon élő eukarióta mikroorganizmusok domináns csoportja: a protozoon-DNS 30%-át adják száraz és félszáraz, 15%-át nedvesebb talajokban. A protozoon-RNS 40–60%-át adják erdei és füves pusztai talajokban transzkriptomikai elemzések szerint. Az óceánfenéken a működő taxonómiai egységek 9–24%-át adják.
Egyes tagjai koprofilek vagy koprozoonok – az ürüléket tápanyagforrásként vagy állati gazdák közti közvetítésre használják. Ez a mikrobiális eukarióta diverzitás kevéssé tanulmányozott helye, ahol a Cercozoa dominál. Erősen koprofil például a Cercomonas, a Proleptomonas, a Helkesimastix és a szorokárp Guttulinopsis. Számos új ágát, különösen a Sarcomonada közt, ürülék filogenetikai elemzésével találták meg, mivel elsősorban itt található.
Bakterivor tagjai erősen diverzek és fontosak a növényi filloszféra, a levélfelszínek számára. Különösen a cisztaképzésre, táplálkozásra és néhány óra alatti osztódásra képes Sarcomonada jól alkalmazkodott a filloszféra változó környezeti tényezőihez. Táplálkozásuk befolyásolja a baktériumközösségeket: a neki kevésbé ellenálló Alphaproteobacteria és Betaproteobacteria populációit csökkenti, kedvezve más baktériumoknak, amilyen a Gammaproteobacteria.

## Evolúció

### Külső filogenetika
Eredetileg a Filosa és az Endomyxa is része volt riboszomális RNS- és tubulinalapú elemzések alapján. Ezek megerősítették, hogy a Retaria testvércsoportja a Rhizarián belül.
Azonban a csoport monofíliája kérdéses maradt. Több génes elemzések alapján parafiletikus volt a csoport, mivel az Endomyxa a Retariához volt közel, nem a Filosához. Ezért az Endomyxa kikerült a Cercozoából, így az a Filosa szinonimája lett.
Újabb, jobb mintavétellel történt filogenetikai elemzések a Filosát (Cercozoa) és az Endomyxát ismét testvércsoportoknak tekintették, bár modern rendszerek szerint az Endomyxa, a Cercozoa és a Retaria a Rhizaria önálló törzsei.

### Belső
A Cercozoa korábban a Filosát és az Endomyxát is tartalmazta, de 2018-tól az Endomyxa a Cercozoán kívül van, így utóbbi a Filosa szinonimája. 2 altörzsből áll, ezek a Monadofilosa és a Reticulofilosa. Többgénes filogenetikai elemzések szerint előbbi erős klád, ahol a legkorábbi csoport a Metromonadea, a Helkesea a második (együtt alkotva a parafiletikus Eoglissát) a Ventrifilosa (Imbricatea, Sarcomonadea és Thecofilosea) leválása előtt. Azonban a Reticulofilosa valószínűleg parafiletikus, a Granofilosea a Chlorarachnea előtt vált le, így ez utóbbi a Monadofilosa testvércsoportja.
| Ventrifilosa | \| \| Imbricatea \| \| \| \| \| \| Sarcomonadea \| \| \| \| \| \| Thecofilosea \| \| \| \| |
|              | \| \| Imbricatea \| \| \| \| \| \| Sarcomonadea \| \| \| \| \| \| Thecofilosea \| \| \| \| |
|              | Helkesea                                                                                   |
|              |                                                                                            |
|              | Imbricatea                                                                                 |
|              |                                                                                            |
|              | Sarcomonadea                                                                               |
|              |                                                                                            |
|              | Thecofilosea                                                                               |
|              |                                                                                            |

|  | Imbricatea   |
|  |              |
|  | Sarcomonadea |
|  |              |
|  | Thecofilosea |
|  |              |

| Ventrifilosa | \| \| Imbricatea \| \| \| \| \| \| Sarcomonadea \| \| \| \| \| \| Thecofilosea \| \| \| \| |
|              | \| \| Imbricatea \| \| \| \| \| \| Sarcomonadea \| \| \| \| \| \| Thecofilosea \| \| \| \| |
|              | Helkesea                                                                                   |
|              |                                                                                            |
|              | Imbricatea                                                                                 |
|              |                                                                                            |
|              | Sarcomonadea                                                                               |
|              |                                                                                            |
|              | Thecofilosea                                                                               |
|              |                                                                                            |

|  | Imbricatea   |
|  |              |
|  | Sarcomonadea |
|  |              |
|  | Thecofilosea |
|  |              |

| Ventrifilosa | \| \| Imbricatea \| \| \| \| \| \| Sarcomonadea \| \| \| \| \| \| Thecofilosea \| \| \| \| |
|              | \| \| Imbricatea \| \| \| \| \| \| Sarcomonadea \| \| \| \| \| \| Thecofilosea \| \| \| \| |
|              | Helkesea                                                                                   |
|              |                                                                                            |
|              | Imbricatea                                                                                 |
|              |                                                                                            |
|              | Sarcomonadea                                                                               |
|              |                                                                                            |
|              | Thecofilosea                                                                               |
|              |                                                                                            |

|  | Imbricatea   |
|  |              |
|  | Sarcomonadea |
|  |              |
|  | Thecofilosea |
|  |              |

| Ventrifilosa | \| \| Imbricatea \| \| \| \| \| \| Sarcomonadea \| \| \| \| \| \| Thecofilosea \| \| \| \| |
|              | \| \| Imbricatea \| \| \| \| \| \| Sarcomonadea \| \| \| \| \| \| Thecofilosea \| \| \| \| |
|              | Helkesea                                                                                   |
|              |                                                                                            |
|              | Imbricatea                                                                                 |
|              |                                                                                            |
|              | Sarcomonadea                                                                               |
|              |                                                                                            |
|              | Thecofilosea                                                                               |
|              |                                                                                            |

|  | Imbricatea   |
|  |              |
|  | Sarcomonadea |
|  |              |
|  | Thecofilosea |
|  |              |

| Ventrifilosa | \| \| Imbricatea \| \| \| \| \| \| Sarcomonadea \| \| \| \| \| \| Thecofilosea \| \| \| \| |
|              | \| \| Imbricatea \| \| \| \| \| \| Sarcomonadea \| \| \| \| \| \| Thecofilosea \| \| \| \| |
|              | Helkesea                                                                                   |
|              |                                                                                            |
|              | Imbricatea                                                                                 |
|              |                                                                                            |
|              | Sarcomonadea                                                                               |
|              |                                                                                            |
|              | Thecofilosea                                                                               |
|              |                                                                                            |

|  | Imbricatea   |
|  |              |
|  | Sarcomonadea |
|  |              |
|  | Thecofilosea |
|  |              |

| Ventrifilosa | \| \| Imbricatea \| \| \| \| \| \| Sarcomonadea \| \| \| \| \| \| Thecofilosea \| \| \| \| |
|              | \| \| Imbricatea \| \| \| \| \| \| Sarcomonadea \| \| \| \| \| \| Thecofilosea \| \| \| \| |
|              | Helkesea                                                                                   |
|              |                                                                                            |
|              | Imbricatea                                                                                 |
|              |                                                                                            |
|              | Sarcomonadea                                                                               |
|              |                                                                                            |
|              | Thecofilosea                                                                               |
|              |                                                                                            |

|  | Imbricatea   |
|  |              |
|  | Sarcomonadea |
|  |              |
|  | Thecofilosea |
|  |              |

| Ventrifilosa | \| \| Imbricatea \| \| \| \| \| \| Sarcomonadea \| \| \| \| \| \| Thecofilosea \| \| \| \| |
|              | \| \| Imbricatea \| \| \| \| \| \| Sarcomonadea \| \| \| \| \| \| Thecofilosea \| \| \| \| |
|              | Helkesea                                                                                   |
|              |                                                                                            |
|              | Imbricatea                                                                                 |
|              |                                                                                            |
|              | Sarcomonadea                                                                               |
|              |                                                                                            |
|              | Thecofilosea                                                                               |
|              |                                                                                            |

|  | Imbricatea   |
|  |              |
|  | Sarcomonadea |
|  |              |
|  | Thecofilosea |
|  |              |

| Ventrifilosa | \| \| Imbricatea \| \| \| \| \| \| Sarcomonadea \| \| \| \| \| \| Thecofilosea \| \| \| \| |
|              | \| \| Imbricatea \| \| \| \| \| \| Sarcomonadea \| \| \| \| \| \| Thecofilosea \| \| \| \| |
|              | Helkesea                                                                                   |
|              |                                                                                            |
|              | Imbricatea                                                                                 |
|              |                                                                                            |
|              | Sarcomonadea                                                                               |
|              |                                                                                            |
|              | Thecofilosea                                                                               |
|              |                                                                                            |

|  | Imbricatea   |
|  |              |
|  | Sarcomonadea |
|  |              |
|  | Thecofilosea |
|  |              |

Egy 2019-es filogenomikai elemzés szerint a Monadofilosa és a Reticulofilosa monofiletikusak a Cercozoán belül.
A Granofilosea, a Chloraracnea és a Monadofilosa mellett számos kládot fedeztek fel más elemzésekben a Cercozoán belül, például a Tremulidát és az Aquavolonidát, de helyük a Cercozoa két fő altörzse közt nem ismert. E két rend a Reticulofilosa altörzs Skiomonadea osztályába tartozik.

## Rendszerezés
A Cercozoa rendszerezése 2018-ban módosult:
- Subphylum Reticulofilosa Cavalier-Smith 1997
  - Classis Chlorarachnea Hibberd et Norris 1984 (Chlorarachniophyceaeként)
  - Classis Granofilosea Cavalier-Smith et Bass 2009
  - Classis Skiomonadea Cavalier-Smith 2012
- Subphylum Monadofilosa Cavalier-Smith 1997
  - Superclassis Eoglissa Cavalier-Smith 2011 emend. 2018
    - Classis Metromonadea Cavalier-Smith 2007
    - Classis Helkesea Cavalier-Smith 2018

  - Superclassis Ventrifilosa Cavalier-Smith 2012 emend. 2018
    - Classis Sarcomonadea Cavalier-Smith 1993 emend. 2018
    - Classis Imbricatea Cavalier-Smith 2003 emend. 2018
    - Classis Thecofilosea Cavalier-Smith 2003 emend. 2012

## Fordítás
Ez a szócikk részben vagy egészben  a   Cercozoa című angol Wikipédia-szócikk ezen változatának fordításán alapul.  Az eredeti cikk szerkesztőit annak laptörténete sorolja fel. Ez a jelzés csupán a megfogalmazás eredetét és a szerzői jogokat jelzi, nem szolgál a cikkben szereplő információk forrásmegjelöléseként.